# Премія фундації Антоновичів
Премія фундації Антоновичів (англ. Antonovych prize) — щорічна премія, яку надає Фундація Омеляна та Тетяни Антоновичів за літературні твори українською мовою та українознавчі наукові дослідження. Членами першого журі премії були Юрій Шевельов, Григорій Грабович та Богдан Рубчак. Розмір премії складає грошова сума у 5000 доларів США. Премія надається за літературні твори українською мовою незалежно від місця проживання автора, враховуючи високу мистецьку якість у поєднанні з творчою своєрідністю мистецької форми. Кожні два роки премія може бути надана науковому дослідженню з україністики будь-якою мовою. Премія надається за рекомендацією журі. Висувати претендентів на премію можуть члени журі, а також інституції та окремі особи. На церемонії нагородження відбувається коротка презентація твору, а лауреат нагороди виголошує промову.
Наукова премія Міжнародної фундації О. і Т. Антоновичів (США) заснована 1980 року американськими меценатами («The Antonovych Foundation (Omelan and Tatiana) Inc.» введено до урядового реєстру доброчинних організацій і 1982 надано статус добродійної). Нагорода покликана сприяти розвитку української культури шляхом надання щорічних літературних і наукових премій, а також стипендій і грошових дотацій для здійснення окремих українознавчих проєктів.
Перше засідання журі Фундації відбулося у Нью-Йорку (США) 1981 року. Від 1990 року церемонія нагородження Міжнародною премією О. і Т. Антоновичів відбувається в Україні[джерело?].
Як сказано в статуті премії, «Наукова нагорода присуджується визначній праці українською або іноземною мовою з царини українознавства, а саме: історії, історії літератури, мовознавства, мистецтвознавства чи літературно-мистецької критики, незалежно від того, де її автор живе й працює» (йдеться про: в Україні чи в діаспорі).